# 사이클로펜탄올
사이클로펜탄올(Cyclopentanol) 또는 시클로펜탄올은 고리모양알코올의 하나이다. 시클로펜틸알코올(cyclopentyl alcohol, Cyclopentylalkohol), 히드록시시클로펜탄(hydroxycyclopentane, Oxycyclopentan)으로도 부른다.

## 반응
탈수 반응시키면 사이클로펜텐을 생성한다.
C5H10O → C5H8 + H2O